# Ajinomoto
Ajinomoto Co., Inc. (味の素株式会社, Ajinomoto Kabushiki-gaisha) é uma empresa japonesa que produz alimentos, óleos de cozinha e remédios. A tradução literal de Aji no Moto é "essência do sabor", nome utilizado também como a marca do produto principal ("carro-chefe") da empresa: o glutamato monossódico (MSG).
Ajinomoto opera em 30 países e emprega cerca de 31 mil pessoas. A empresa está no Brasil desde 1956, onde atua através de uma joint venture formada com a Nissin Food Products Corporation Limited, chamada de Nissin-Ajinomoto Alimentos. No Brasil ela tem algumas instalações no estado de São Paulo, com indústrias nos municípios de Pederneiras, Limeira, Laranjal Paulista e Valparaíso.